# Резуховидка Таля
Резухови́дка Та́ля, или Резу́шка Та́ля (лат. Arabidopsis thaliana) — небольшое цветковое растение, вид рода Резуховидка (Arabidopsis) семейства Капустные (Brassicaceae). Его исходный ареал включает Европу, Азию и север Африки, а в наше время резуховидка Таля распространилась по всем континентам, кроме Антарктиды.
В связи с относительно коротким циклом развития растение является удобным модельным организмом в молекулярно-биологических, генетических и физиологических исследованиях, где чаще фигурирует под транслитерацией родового латинского названия — Арабидо́псис. Геном арабидопсиса является одним из наименьших среди цветковых растений (более короткие последовательности встречаются только у растений рода Генлисея (Genlisea) семейства Пузырчатковые) и первым секвенированным геномом растения. Арабидопсис — популярный объект для исследования жизнедеятельности растений, в том числе развития цветка и фототропизма.
В лабораторных условиях арабидопсис выращивают в чашках Петри, освещая флуоресцентными лампами, либо в теплицах.
Вид назван в честь немецкого врача и ботаника Иоганна Таля (1542—1583).

## Ботаническое описание

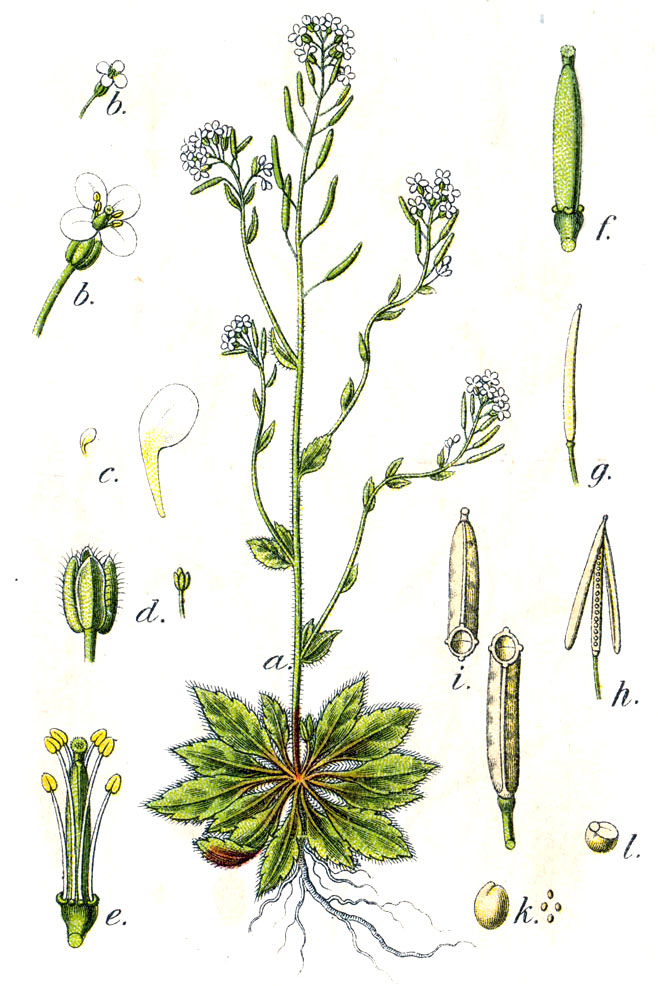
Резуховидка Таля (Arabidopsis thaliana).

Однолетник или двулетник. Цветёт в мае-июне.
Резуховидка Таля может пройти полный цикл развития за шесть недель и относится к типичным эфемерам. Цветоносный побег заканчивает рост в течение трёх недель. Цветки, как правило, самоопыляются.

### Стебель и листья
Стебель большей частью один, 4,5—70 см высотой, тонкий, прямой, простой или ветвистый, вместе с листьями покрытый простыми или 2—3-раздельными волосками; листья продолговато-ланцетные или продолговатые, с удалёнными друг от друга зубчиками, прикорневые собраны в розетку и сужены в короткий черешок, стеблевые в небольшом числе, сидячие, более мелкие.

### Соцветия и цветки
Кисть при цветках сжатая, потом сильно удлинённая и очень рыхлая, 8—40-цветковая; чашелистики 1,5—2 мм длиной, продолговатые, тупые; лепестки белые, 3—4 мм длиной, продолговатые; боковые медовые желёзки полушаровидные, довольно крупные; завязь с 48—68 семяпочками; цветоножки при плодах тонкие, оттопыренные, 4—15 мм длиной.

### Плоды и семена
Стручки вверх стоячие, голые, часто изогнутые, 9—18 мм, редко 3 см длиной, 0,75 мм шириной; столбик тонкий, короткий; створки с 1 тонкой жилкой; перегородка прозрачная, блестящая, без тяжа; семена красновато-бурые, яйцевидные, однорядные, 0,5:0,4:0,3 мм.

### Распространение
Солонцеватые степи, солонцы, скалы, каменистые склоны, поля; как сорное.

## Классификация

### Таксономия
Arabidopsis thaliana (L.) Heynh., 1842, Fl. Sachsen : 538
Вид Резуховидка Таля относится к роду Резуховидка (Arabidopsis) семейства Капустные (Brassicaceae) порядка Капустоцветные (Brassicales). Кладограмма в соответствии с Системой APG IV по состоянию на июнь 2023 года:
|  |                                      |  |                                   |                                   |                     |  | ещё 16 семейств | ещё 16 семейств |                  |  |  |  | еще 10 подтвержденных видов |
|  |                                      |  |                                   |                                   |                     |  | ещё 16 семейств | ещё 16 семейств |                  |  |  |  | еще 10 подтвержденных видов |
|  |                                      |  |                                   | порядок Капустоцветные            |                     |  |                 |                 | род Резуховидка  |  |  |  |                             |
|  |                                      |  |                                   | порядок Капустоцветные            |                     |  |                 |                 | род Резуховидка  |  |  |  |                             |
|  | отдел Цветковые, или Покрытосеменные |  |                                   |                                   | семейство Капустные |  |                 |                 | Резуховидка Таля |  |  |  |                             |
|  | отдел Цветковые, или Покрытосеменные |  |                                   |                                   | семейство Капустные |  |                 |                 |                  |  |  |  |                             |
|  |                                      |  | ещё 63 порядка цветковых растений | ещё 63 порядка цветковых растений |                     |  |                 | ещё 354 рода    | ещё 354 рода     |  |  |  |                             |
|  |                                      |  |                                   | ещё 63 порядка цветковых растений |                     |  |                 |                 | ещё 354 рода     |  |  |  |                             |

### Синонимы
- Arabidopsis thaliana var. apetala O.E.Schulz
- Arabidopsis thaliana var. brachycarpa Andr.
- Arabidopsis thaliana var. genuina Briq.
- Arabidopsis thaliana var. pusilla (Hochst. ex  A.Rich.) O.E.Schulz
- Arabidopsis thaliana var. thaliana
- Arabis arcuata Dulac
- Arabis parviflora Raf.
- Arabis pubicalyx Miq.
- Arabis pubicalyx var. soyensis H.Boissieu
- Arabis ramosa Lam.
- Arabis scabra Gilib.
- Arabis thaliana L.
- Arabis thaliana var. pubicalyx (Miq.) Makino
- Cardamine pusilla Hochst. ex A.Rich.
- Conringia thaliana Rchb.
- Crucifera thaliana E.H.L.Krause
- Erysimum pubicalyx Kuntze
- Erysimum thalianum Kitt.
- Hesperis thaliana Kuntze
- Nasturtium thaliana Andrz. ex DC.
- Phryne gesneri Bubani
- Pilosella thaliana  (L.) Kostel.
- Sisymbrium pumilio Oliv.
- Sisymbrium simplicissimum S.G.Gmel.
- Sisymbrium thalianum J.Gay
- Sisymbrium thalianum (L.) Gaudin
- Stenophragma thalianum Čelak.

## История исследований

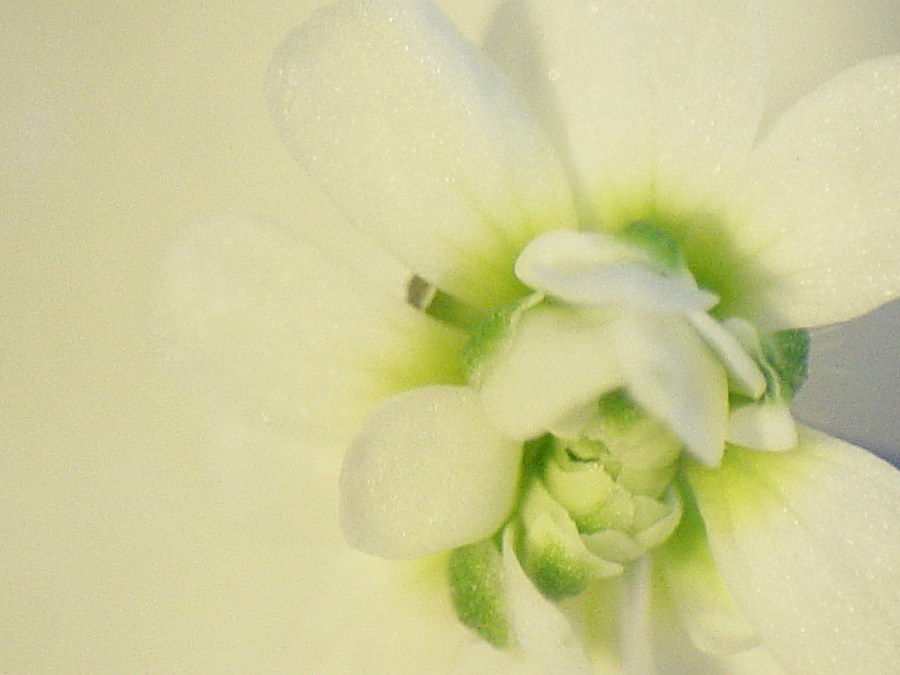
Двойные мутанты цветков (впервые описаны в 1873 году)

Первое описание мутантной формы Arabidopsis было сделано в 1873 году Александром Брауном, который описал фенотип двойных цветков (мутантный ген подобен гену Agamous, клонированному в 1990 году). Однако лишь в 1943 году Фридрих Лайбах (описавший кариотип растения в 1907 году) предложил использовать арабидопсис в качестве модельного организма. Его студентка Эрна Рейнхольц в 1945 году опубликовала результаты своих исследований, описав первую коллекцию мутировавших форм резуховидки, полученных при помощи рентгеновского облучения.
В 1950-х и 1960-х годах Джон Лангридж и Джордж Редей внесли большой вклад в становление арабидопсиса как удобного растения для лабораторных экспериментов. Сообщество исследований арабидопсиса Arabidopsis Information Service (AIS) было создано в 1964 году. Первая международная конференция по арабидопсису (International Arabidopsis Conference) была проведена в 1965 году в Геттингене, Германия.

## Использование в качестве модельного организма
Резуховидка широко используется в качестве модельного организма для изучения генетики и биологии развития растений. Считается, что она сыграла для генетики растений такую же роль, как домовая мышь и дрозофила фруктовая для изучения генетики животных.
Вид широко используется для исследований в космосе. В частности, выращивался на советской станции «Салют-7» в 1982 году. НАСА планировало выращивать растение на Луне в 2015 году, а авторы проекта Mars One — на Марсе в 2018-м.
3 января 2019 года семена резуховидки Таля были отправлены в герметичном контейнере на обратную сторону Луны в китайском аппарате «Чанъэ-4». Исследователи планировали проверить, возможно ли создать в космическом аппарате замкнутую экосистему, в которой личинки шелкопряда будут вырабатывать углекислый газ, а растения (картофель и резуховидка Таля) — преобразовывать его в кислород с помощью фотосинтеза. Эксперимент удался: отдельные семена проросли, однако все организмы погибли в первую лунную ночь, после посадки аппарата, так как его биологический контейнер не был рассчитан на ночные условия. В 2021 году семена резуховидки Таля проросли в реголите, увлажнённом 12,5%-й средой Мурасиге-Скугга, хотя далее её рост происходил тяжелее, чем в земной почве.
Малый размер генома (около 157 млн пар нуклеотидов) делает Arabidopsis thaliana удобным объектом для картирования генов и секвенирования. Геном арабидопсиса в 2000 году стал первым секвенированным геномом растения. Среди генов растения: Agamous, Flowering Locus C, GAI, HOTHEAD, Leafy, Stp4, Superman и др.
Наиболее полная версия генома Arabidopsis thaliana поддерживается The Arabidopsis Information Resource (TAIR). Много работ было проведено для определения функций около 27 000 генов и 35 000 белков, которые закодированы в геноме.
Для доставки ДНК в растение используют Rhizobium radiobacter. Распространённый протокол, называемый floral-dip (в переводе с англ. — «цветочное окунание»), предполагает обмакивание цветков в раствор, содержащий Agrobacterium, ДНК и детергент.

### Модель формирования цветка

Модель ABC развития цветка была разработана при изучении арабидопсиса

Арабидопсис активно используется для изучения развития цветка. Развивающийся цветок имеет четыре органа — чашелистики, лепестки, тычинки, плодолистики, которые образуют пестики. Органы цветка располагаются кругами: четыре чашелистика во внешнем круге, шесть лепестков, шесть тычинок и центральные плодолистики.
Наблюдения за гомеозисными мутациями привели к формулировке ABC-модели развития цветка. В соответствии с данной моделью, гены, отвечающие за формирование цветка, делят на три группы: гены класса A (чашелистики и лепестки), гены класса B (лепестки и тычинки), гены класса C (тычинки и плодолистики). Эти гены кодируют факторы транскрипции, которые вызывают специализацию тканей растения в течение развития.

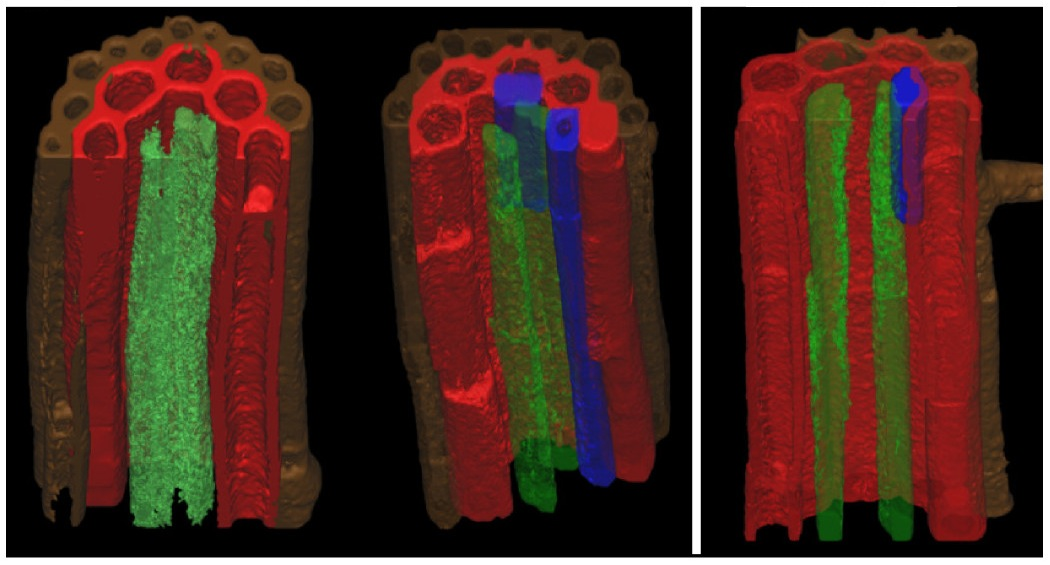
8-дневный корень арабидопсиса. Коричневый цвет — эпидермис, красный — осевой цилиндр, синий — эндодерма, зелёный — перицикл. Из исследования экспрессии белков тонопласта (TIP-аквапоринов), авт. Gattolin et al., 2009.

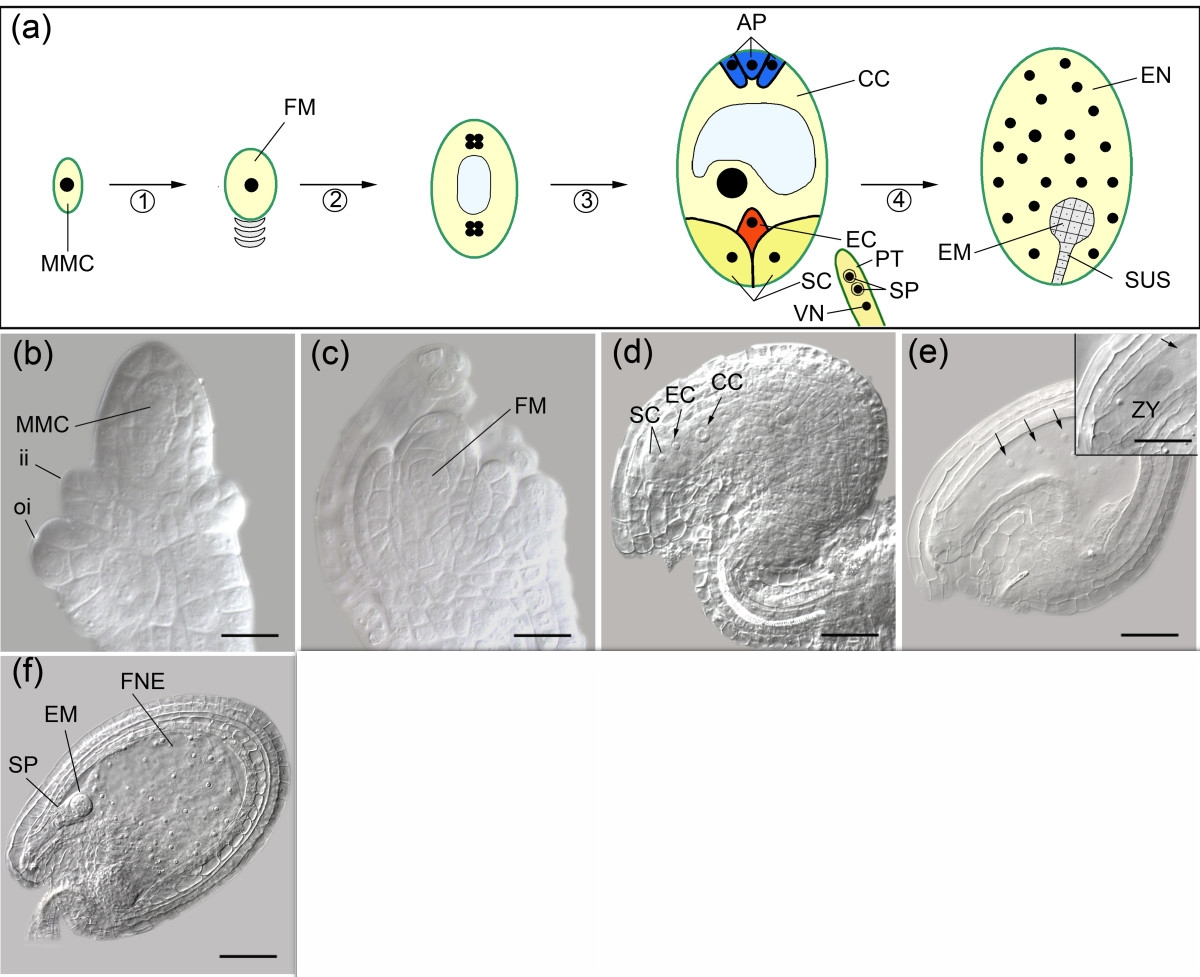
Двойное оплодотворение у арабидопсиса: схема и микрофотографии. а: схема развития женского гаметофита. Гаплоидная функциональная мегаспора (FM) развивается из диплоидной мегаспоровой материнской клетки (MMC) в ходе двух мейотических делений (1). Три синцитиальных митотических деления (2) превращают FM в восьмиядерную клетку. В результате последующей миграции ядер, разбития на отдельные клетки, слияния ядер и дифференциации (3) возникает зародышевый мешок с восемью ядрами. Он содержит яйцеклетку (EC), две клетки-синергиды (SC) у пыльцевхода, три клетки-антиподы (AP) у противоположного полюса, и одну вакуолизированную гомо-диплоидную центральную клетку (CC) посередине. После этого антиподы разрушаются. Разрушение одной синергиды предшествует врастанию пыльцевой трубки (PT), и две клетки-спермии (SP) независимо друг от друга оплодотворяют яйцеклетку и центральную клетку, приводя к развитию соответственно диплоидного эмбриона (EM) и триплоидного эндосперма (EN). SUS — суспензор. VN — вегетативное ядро. На кадрах b-f тот же процесс представлен в виде фотографий (ii — внутренние оболочки, oi — внешние). Как синхронные, так и асинхронные свободные митотические деления ядер (кадр e, стрелки) приводят к появлению свободного ядерного эндосперма (FNE), показанного на кадре f. Врезка в кадре e — изображение развивающейся зиготы (ZY). Из исследования Johnston et al., 2007